# Поссе, Владимир Александрович
Владимир Александрович Поссе (10 (22) мая 1864 — 21 октября 1940, Ленинград) — журналист, деятель революционного движения.

## Биография
Родился в 1864 году в семье инженера Александра Фёдоровича Поссе (1827—1867) и Елизаветы Яковлевны (в девичестве — Козляниновой; 1830—1904). Брат — К. А. Поссе.
Был младшим из шестерых детей в семье. Учился в Петербургском университете на историко-филологическом и юридическом факультетах. В 1887 г., в связи с делом 1 марта того же года, был исключён из университета. В 1888 г. выдержал экзамен на степень кандидата прав.
Несколько лет занимался медициной за границей, где получил степень доктора медицины. Во время пребывания за границей писал корреспонденции, статьи и полубеллетристические очерки в «Неделе» и «Книжках Недели». В 1892 г. ездил в Николаевский уезд Самарской губернии на борьбу с холерой. Свои впечатления изложил в очерках «На холере», печатавшихся в «Книжках Недели», а в 1895 г. отдельно изданных (с значительными пропусками). Несколько времени жил в Галичском уезде Костромской губернии и занимался врачебной практикой среди крестьян, продолжая сотрудничать в «Неделе» и её «Книжках».
С конца 1896 г. вступил в редакцию «Нового Слова», где писал иностранные обозрения. По закрытии «Нового Слова» участвовал в книгоиздательстве «Знание» и в «Журнале для всех», где писал под псевдонимом Вильде. В 1898 г. сделался фактическим редактором «Жизни».
В 1901 г. был выслан из Санкт-Петербурга. Уехав в том же году в Лондон, устроил там социал-демократическую организацию «Жизнь» и, выбранный редактором её изданий, выпустил 6 книжек журнала «Жизнь», 12 «Листков Жизни» и ряд брошюр. Позже принимал ближайшее участие в издававшейся в Женеве «Библиотеке Пролетария». Его книга «Теория и практика пролетарского социализма» посвящена критике господствующих социал-демократических течений, с выяснением основных положений неокоммунизма.
Вернувшись осенью 1905 года в Петербург, Поссе издает «Библиотеку Рабочего», где поместил очерки «Национальная автономия и всеобщая федерация», «Народное представительство и народное законодательство», «Из истории коммунистических идей» и др.; За № 5 «Библиотеки Рабочего» Поссе был предан суду по 1 и 2 пунктам 129 статьи.
Летом 1906 г. Поссе создает в Петербурге потребительский кооператив «Трудовой Союз», редактирует его еженедельную газету «Трудовой Союз»; участвует в «Лиге Труда». Кооператив был закрыт правительством, так как служил прикрытием для деятельности социалистических партий.
В 1908—1918 годах Поссе издавал в Петербурге журнал «Жизнь для всех». Журнал вел осторожную (по цензурным соображениям) пропаганду анархо-кооперативных, анархо-федералистских, антимилитаристских, синдикалистских и т. п. идей. Закрыт ВЧК в июле 1918 в числе других «буржуазных и мелкобуржуазных изданий». В журнале печатались Л. Н. Толстой, Е. Н. Чириков, М. Горький, А. С. Неверов, И. Г. Эренбург, в политическом отделе — М. В. Новорусский, социал-демократы А. П. Пинкевич (Бельский), В. О. Цедербаум (Левицкий), Ф. А. Череванин (Липкин), рабочий отдел вел А. К. Гастев (Зорин), беседы о самообразовании — Н. А. Рубакин, об искусстве — И. Е. Репин. Впрочем, в публикации «Одесских рассказов» И. Э. Бабеля Поссе и другие редакторы отказали.
Поссе выступал на I Всероссийском кооперативном съезде, I Всероссийском съезде по борьбе с пьянством.
После начала Первой мировой войны министром внутренних дел Н. А. Маклаковым Поссе за «пронемецкие выступления» были запрещены публичные выступления. Запрет был снят в конце 1916 года.
После Февральской революции Поссе весной 1917 г. создал «Союз имущественного и трудового равенства». Пораженец, выступал за заключение мира с Германией.
Весной 1918 года Поссе возглавил отдел коллективных хозяйств Наркомата земледелия, но после поездки по губерниям отказался от этой должности.
Весной 1922 г. совершил поездку в Повольжье от ЦК Помгола.
С 1930 г. — персональный пенсионер РСФСР, с 1934 — СССР. В 1937 г. получил квартиру в Доме специалистов на Лесном проспекте.
Скончался 21 октября 1940 года.

## Сочинения
- Поссе В. А. По Европе и России. Наблюдения и настроения. СПб., Изд. Нов. Журнала для всех, 1909.
- Поссе В. А. Воспоминания. 1905—1917 гг. П. Изд-во Мысль, 1923. 140 с.
- Поссе В. А. Мой жизненный путь. М.-Л. Земля и Фабрика, 1929.
- Поссе В. А. Пережитое и продуманное. Том 1. Молодость 1864—1894. Л., издательство писателей в Ленинграде, 1933.

### Переводы
- Либкнехт Вильгельм. Два мира.
- Бебель Август. Женщина и социализм.